# Wind Spirit
Le Wind Spirit est un navire de croisière de la compagnie Windstar Cruises.
C'est une goélette à quatre mâts et voiles d'étai développant 2 000 m2 avec 6 voiles.
Il a été construit par les Ateliers et chantiers du Havre. Il porte le pavillon des Bahamas.
Ses sister-ships sont les Wind Song et Wind Star.